# Bréal-sous-Vitré
Bréal-sous-Vitré is een gemeente in het Franse departement Ille-et-Vilaine (regio Bretagne) en telt 625 inwoners (2005). De plaats maakt deel uit van het arrondissement Fougères-Vitré.

## Geografie
De oppervlakte van Bréal-sous-Vitré bedraagt 5,8 km², de bevolkingsdichtheid is 107,8 inwoners per km².
De onderstaande kaart toont de ligging van Bréal-sous-Vitré met de belangrijkste infrastructuur en aangrenzende gemeenten.

## Demografie
Onderstaande figuur toont het verloop van het inwonertal (bron: INSEE-tellingen).

1. ↑  Populations de référence 2022.